# Aptesis chosensis
Aptesis chosensis är en stekelart som först beskrevs av Tohru Uchida 1931.  Aptesis chosensis ingår i släktet Aptesis och familjen brokparasitsteklar. Inga underarter finns listade.